# Ейвондейл (Ньюфаундленд і Лабрадор)
Ейвондейл (англ. Avondale) — містечко в Канаді, у провінції Ньюфаундленд і Лабрадор.

## Населення
За даними перепису 2016 року, містечко нараховувало 641 особу, показавши зростання на 0,8%, порівняно з 2011-м роком. Середня густина населення становила 21,4 осіб/км².
З офіційних мов обидвома одночасно володіли 10 жителів, тільки англійською — 630.
Працездатне населення становило 55,2% усього населення, рівень безробіття — 15,5% (13,8% серед чоловіків та 13,8% серед жінок). 89,7% осіб були найманими працівниками, а 10,3% — самозайнятими.
Середній дохід на особу становив $53 480 (медіана $33 792), при цьому для чоловіків — $75 038, а для жінок $36 596 (медіани — $50 816 та $24 384 відповідно).
15,2% мешканців мали закінчену шкільну освіту, не мали закінченої шкільної освіти — 13,3%, 72,4% мали післяшкільну освіту, з яких 18,4% мали диплом бакалавра, або вищий.
| Статево-вікова структура населення | Статево-вікова структура населення | Статево-вікова структура населення | Статево-вікова структура населення | Статево-вікова структура населення |
| ---------------------------------- | ---------------------------------- | ---------------------------------- | ---------------------------------- | ---------------------------------- |
|                                    |                                    |                                    |                                    |                                    |
| Всього                             | Всього                             | 49,6%50,4%                         |                                    |                                    |
| 0 — 14 років                       | 0 — 14 років                       |                                    | 14,1%                              | 14,1%                              |
| 15 — 64 років                      | 15 — 64 років                      |                                    | 65,6%                              | 65,6%                              |
| 65 і більше                        | 65 і більше                        |                                    | 20,3%                              | 20,3%                              |
| Середній вік (років)               | Середній вік (років)               | 44,643,4                           | 44,0                               | 44,0                               |
| Медіана (років)                    | Медіана (років)                    | 48,546,6                           | 47,5                               | 47,5                               |
| — чоловіки — жінки                 |                                    |                                    |                                    |                                    |

| Походження мешканців:     | Походження мешканців:     | Походження мешканців: | Походження мешканців: | Походження мешканців: |
| ------------------------- | ------------------------- | --------------------- | --------------------- | --------------------- |
| Походження                |                           |                       | осіб                  | %                     |
| Корінні американці        | Корінні американці        |                       | 10                    | 1.63%                 |
| Інше північноамериканське | Інше північноамериканське |                       | 345                   | 56.1%                 |
| Європейське               | Європейське               |                       | 350                   | 56.91%                |
| британське                | британське                |                       | 345                   | 56.1%                 |
| французьке                | французьке                |                       | 25                    | 4.07%                 |

| Зайнятість населення за галузями (за класифікацією NOC): | Зайнятість населення за галузями (за класифікацією NOC): | Зайнятість населення за галузями (за класифікацією NOC): | Зайнятість населення за галузями (за класифікацією NOC): | Зайнятість населення за галузями (за класифікацією NOC): |
| -------------------------------------------------------- | -------------------------------------------------------- | -------------------------------------------------------- | -------------------------------------------------------- | -------------------------------------------------------- |
|                                                          |                                                          |                                                          |                                                          |                                                          |
| Управління                                               | Управління                                               |                                                          | 3,4%                                                     | 3,4%                                                     |
| Бізнес, фінанси та адміністрування                       | Бізнес, фінанси та адміністрування                       |                                                          | 19%                                                      | 19%                                                      |
| Природничі та прикладні науки                            | Природничі та прикладні науки                            |                                                          | 6,9%                                                     | 6,9%                                                     |
| Освіта, правозахист, муніципальні та урядові служби      | Освіта, правозахист, муніципальні та урядові служби      |                                                          | 10,3%                                                    | 10,3%                                                    |
| Мистецтво, культура, відпочинок та спорт                 | Мистецтво, культура, відпочинок та спорт                 |                                                          | 3,4%                                                     | 3,4%                                                     |
| Роздрібна торгівля та послуги                            | Роздрібна торгівля та послуги                            |                                                          | 19%                                                      | 19%                                                      |
| Гуртова торгівля, транспорт та обладнання                | Гуртова торгівля, транспорт та обладнання                |                                                          | 29,3%                                                    | 29,3%                                                    |
| Виробництво                                              | Виробництво                                              |                                                          | 5,2%                                                     | 5,2%                                                     |

## Клімат
Середня річна температура становить 5,5°C, середня максимальна – 20°C, а середня мінімальна – -8,9°C. Середня річна кількість опадів – 1 343 мм.
| Клімат поселення                              | Клімат поселення | Клімат поселення | Клімат поселення | Клімат поселення | Клімат поселення | Клімат поселення | Клімат поселення | Клімат поселення | Клімат поселення | Клімат поселення | Клімат поселення | Клімат поселення | Клімат поселення |
| Показник                                      | Січ.             | Лют.             | Бер.             | Квіт.            | Трав.            | Черв.            | Лип.             | Серп.            | Вер.             | Жовт.            | Лист.            | Груд.            |                  |
| Середній максимум, °C                         | 0,86             | 0,08             | 2,71             | 7,03             | 11,17            | 15,27            | 18,49            | 19,95            | 15,70            | 11,11            | 6,91             | 2,58             |                  |
| Середня температура, °C                       | −3,62            | −4,39            | −1,76            | 2,55             | 6,69             | 10,79            | 15,31            | 16,77            | 12,51            | 7,92             | 3,72             | −0,58            |                  |
| Середній мінімум, °C                          | −8,08            | −8,87            | −6,23            | −1,92            | 2,24             | 6,34             | 12,14            | 13,59            | 9,31             | 4,74             | 0,53             | −3,77            |                  |
| Норма опадів, мм                              | 129              | 108              | 112              | 105              | 93               | 99               | 98               | 89               | 128              | 131              | 120              | 131              |                  |
| Середньомісячна швидкість вітру, м/с          | 8.20             | 7.52             | 7.10             | 6.50             | 5.79             | 5.40             | 5.20             | 5.28             | 5.89             | 6.70             | 7.33             | 8.00             |                  |
| Середньомісячна сонячна радіація, кДж/м²·день | 4054             | 6834             | 10608            | 14076            | 17021            | 19075            | 19184            | 16147            | 12073            | 7240             | 4193             | 3145             |                  |
| --------------------------------------------- | ---------------- | ---------------- | ---------------- | ---------------- | ---------------- | ---------------- | ---------------- | ---------------- | ---------------- | ---------------- | ---------------- | ---------------- | ---------------- |
| Джерело:                                      |                  |                  |                  |                  |                  |                  |                  |                  |                  |                  |                  |                  |                  |